# World Series
För andra betydelser, se World Series (olika betydelser).
World Series är, namnet till trots, finalturneringen i den nordamerikanska professionella basebollorganisationen Major League Baseball (MLB), som spelas mellan mästarna av National League (NL) och American League (AL) varje år. Eftersom turneringen äger rum i oktober (den sträcker sig dock ibland in i november) började sportjournalister kalla evenemanget Fall Classic ("höstklassikern" på amerikansk engelska); ibland kallas den även October Classic eller bara The Series.
World Series har spelats varje år sedan 1903 förutom 1904 och 1994. Till och med 2024 har det spelats 120 World Series.
Mycket tack vare New York Yankees 27 segrar genom tiderna har AL-klubbar historiskt sett dominerat World Series; till och med 2024 hade klubbar från NL vunnit 52 gånger medan klubbar från AL vunnit 68 gånger.

## Format
World Series är en bäst-av-sju-turnering, det vill säga den klubb som först vinner fyra av högst sju matcher vinner turneringen; resterande matcher genomförs då inte. 1903 och 1919–1921 spelades den som en bäst-av-nio-turnering, alltså först till fem segrar för endera klubben.
Matcherna spelas under högst nio dagar. Två matcher äger först rum på den ena klubbens hemmaarena, och sedan upp till tre matcher på den andra klubbens arena. Om ingen segrare står att finna efter det äger de högst två återstående matcherna rum på den första arenan. Före 2003 turades ligorna årligen om var de första och sista matcherna skulle spelas; därefter och fram till och med 2016 spelades de första och sista matcherna på den klubbs arena vars liga vann all star-matchen, en årlig uppvisningsmatch i juli där de bästa spelarna från vardera liga deltar. Sedan 2017 är det i stället den klubb av de två i World Series som vann flest matcher under grundserien som får fördel av hemmaplan i en eventuell sjunde och avgörande match.
När designated hitter-regeln infördes i AL 1973 – i AL fick i anfallsspel en så kallad designated hitter (ersättningsslagman) sättas in i stället för pitchern, vilket inte var tillåtet i NL – var man tvungen att komma överens om en kompromiss för World Series. 1973–1975 spelades World Series utan designated hitter, men därefter och fram till och med 1985 spelades World Series under jämna årtal med designated hitter och under udda årtal utan. Från och med 1986 till och med 2019 samt även 2021 såg regeln ut som så att hemmaarenans regler gällde; på en AL-arena spelades alltså matcherna med designated hitter och på en NL-arena utan. Sedan 2022 (och dessförinnan tillfälligt under 2020) tillämpar även NL designated hitter-regeln varför alla World Series-matcher spelas med designated hitter.

## Historia

### Föregångare

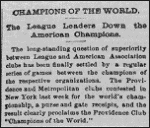
Tidningsnotis från 1884 där NL-mästarna förklaras vara "Champions of the World" efter att ha besegrat AA-mästarna.

Den första proffsligan i baseboll, National Association of Professional Base Ball Players (ofta bara kallad National Association och förkortad NA), startade 1871 och lades ned efter 1875 års säsong. Ligan hade inget slutspel, utan den klubb som vann grundserien sågs som mästare. Samma sak gällde till att börja med NL, som 1876 efterträdde NA.
När en ny proffsliga, American Association (AA), startade 1882 började man experimentera med att mästarna från de båda ligorna skulle mötas efter säsongens slut. 1882 spelades två uppvisningsmatcher mellan mästarna, som vann varsin match. 1883 spelades dock inga sådana matcher.
Från och med 1884 till och med 1890 spelades ett slutspel mellan de båda ligornas mästare, vilket kallades "The Championship of the United States", "World's Championship Series" eller "World's Series", men dessa räknas i dag inte som officiella World Series-turneringar av MLB. Matchserierna var oorganiserade jämfört med i dag – antalet matcher varierade från tre till 15 och två år slutade matchserien oavgjord med tre segrar var och en oavgjord match.
Efter 1891 års säsong lades AA ned, och det blev inget slutspel.
Mellan 1892 och 1900 fanns det återigen bara en liga på major league-nivå, NL. 1892 delades säsongen upp i två halvor och segrarna från vardera seriehalva möttes i ett slutspel för att kora ligamästaren. Detta system övergavs efter bara ett år och därefter sågs segraren i grundserien som mästare. Mellan 1894 och 1897 spelades dock en matchserie, kallad "Temple Cup", mellan de klubbar som kommit på första respektive andra plats i grundserien. Detta skedde även 1900, men då kallades serien "Chronicle-Telegraph Cup".
1901 förklarade sig AL vara en major league, men på grund av rivalitet mellan de båda ligorna NL och AL spelades inga slutspel 1901 eller 1902. Under vintern 1902/03 slöts dock fred mellan ligorna, vilket banade väg för dagens World Series.

### World Series 1903

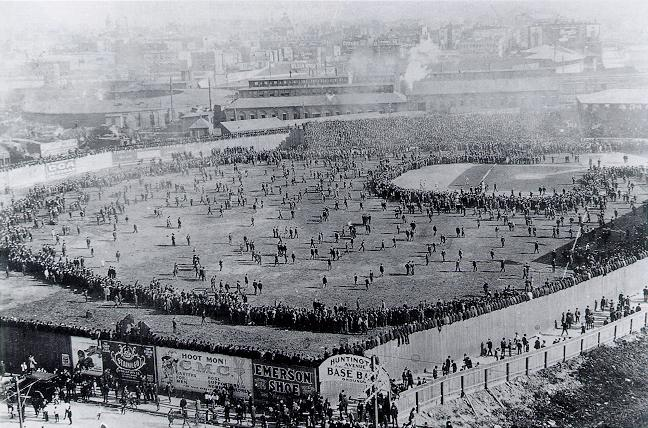
Publiken invaderar planen före en av matcherna i World Series 1903 i Boston.

Under 1903 års säsong stod det tidigt klart att Pittsburg Pirates skulle vinna NL och att Boston Americans skulle vinna AL. Mot slutet av säsongen träffades de båda klubbarnas ägare och kom överens om att mötas i ett slutspel omfattande nio matcher efter säsongens slut. Det var alltså en helt frivillig överenskommelse mellan klubbägarna och inte ett beslut av ligorna. Boston vann med 5–3 i matcher, med bra pitching från bland andra den legendariska Cy Young.

### Bojkotten 1904
1904 spelades ingen World Series på grund av att NL-mästarna New York Giants inte ville ställa upp. På den tiden var ju slutspel inte obligatoriskt. Giants ägare tyckte att den etablerade NL inte behövde utmanas av en sämre liga. När beslutet togs ledde dessutom den nya New York-klubben New York Highlanders, som hade etablerats i New York 1903 efter att dessförinnan ha spelat i Baltimore, AL och Giants var inte särskilt angelägna att möta dem. Highlanders, som senare bytte namn till Yankees och flyttade till Bronx, spelade 1904 på en arena på övre Manhattan nära Giants dåvarande hemmaarena Polo Grounds, och var därmed en direkt konkurrent om publik och uppmärksamhet. Till slut vann dock Boston AL precis som året innan, men Giants ägare stod fast vid sitt beslut att inte möta AL-mästarna.
Under vintern 1904/05 ångrade sig dock Giants ägare efter mycket kritik i pressen, och på hans initiativ togs regler fram av ligorna för hur World Series skulle spelas och det blev också obligatoriskt för de båda ligamästarna att ställa upp. Giants vann NL även 1905 och vann det årets World Series över Philadelphia Athletics. World Series spelades därefter utan avbrott i 89 år.

### Black Sox-skandalen 1919

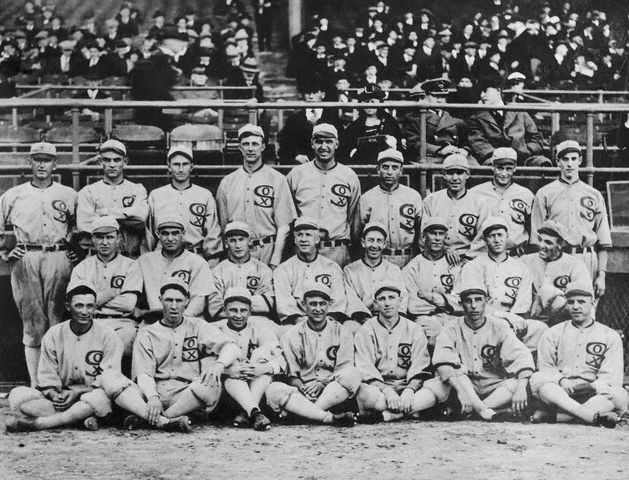
Chicago White Sox basebollag anno 1919.

Problemen med olaglig vadslagning inom basebollen visade sig med all tydlighet 1919, när några spelare i Chicago White Sox kom överens om att förlora i World Series. White Sox var stora favoriter att vinna över Cincinnati Reds men en spelare i White Sox, i maskopi med en vadhållare, lyckades övertyga sex av de andra spelarna att de skulle förlora; "Shoeless" Joe Jackson var den mest kända av dem. White Sox förlorade med 3–5 i matcher.
Först ett år senare blev historien känd. De sammansvurna blev senare frikända i en brottmålsrättegång, men MLB stängde av dem för resten av deras karriärer. White Sox vann därefter inte World Series förrän 2005.

### New York Yankees dominans 1921–1964
New York Yankees köpte Babe Ruth från Boston Red Sox efter 1919 års säsong och nådde World Series för första gången 1921. Från och med det året och till och med 1964, alltså under 44 år, spelade Yankees i World Series hela 29 gånger. Som mest dominerade klubben 1949–1964, då man spelade i World Series 14 gånger av 16 möjliga, varav man vann nio. Mellan 1949 och 1953 vann Yankees fem gånger i rad, vilket är rekord.

### Strejken 1994
Ända sedan 1905 hade World Series spelats varje år, trots första världskriget, spanska sjukan, den stora depressionen och andra världskriget. 1994 blev det emellertid inte av eftersom spelarna i MLB hade gått ut i strejk.
Problemet var främst att klubbarnas ägare ville ha ett lönetak, vilket spelarna motsatte sig. Det underlättade inte att MLB just då saknade en ordinarie kommissarie (commissioner) och att den tillfälliga kommissarien Bud Selig själv ägde en av klubbarna, Milwaukee Brewers. Under 1994 års säsong försökte man komma överens, men den 12 augusti gick spelarna ut i strejk och den 14 september bestämde Selig att resten av säsongen inklusive slutspelet skulle ställas in.
Inför 1995 års säsong var man fortfarande inte överens och klubbarna började försäsongsträningen (spring training) med ersättningsspelare. Strejken avbröts dock den 2 april efter att en domare (den framtida domaren i USA:s högsta domstol Sonia Sotomayor) bestämt att klubbägarna hade brutit mot arbetsrätten. Grundserien kunde något försenad starta den 25 april.

### All star-matchen avgör fördel av hemmaplan 2003–2016
Fram till 2003 var det vartannat år NL-klubben som hade fördel av hemmaplan i en eventuell sjunde och avgörande match i World Series, och vartannat år AL-klubben. 2003 bestämde dock MLB att den klubb skulle ha fördel av hemmaplan vars liga vann all star-matchen, som spelas i juli varje år mellan de bästa spelarna i de båda ligorna. Denna regel avskaffades efter World Series 2016, och sedan dess får den klubb i World Series hemmaplansfördel som hade det bästa resultatet i grundserien.

### Covid-19-pandemin 2020
I World Series 2020 ändrades upplägget tillfälligt på grund av covid-19-pandemin. Större delen av slutspelet, inklusive World Series, spelades på neutral plan. Samtliga World Series-matcher spelades på Globe Life Field i Arlington i Texas, som normalt var hemmaarena för Texas Rangers. Det var första gången någonsin som World Series spelades på neutral plan och första gången sedan 1944 som alla World Series-matcher spelades på en och samma arena.

## Resultat
I tabellen visas resultaten i alla World Series som har spelats till och med 2024.
| År   | National League-mästare                                                                               | American League-mästare                                                                               | Resultat (i matcher)                                                                                  | MVP                                                                                                   | Anmärkning |
| ---- | --- | --- | --- | --- | --- |
| 1903 | Pittsburg Pirates                                                                                     | Boston Americans                                                                                      | 3–5                                                                                                   | – | Avgjordes i bäst av nio matcher. Boston låg under med 1–3 i matcher. |
| 1904 | Ingen World Series eftersom NL-mästarna New York Giants inte ville möta AL-mästarna Boston Americans. | Ingen World Series eftersom NL-mästarna New York Giants inte ville möta AL-mästarna Boston Americans. | Ingen World Series eftersom NL-mästarna New York Giants inte ville möta AL-mästarna Boston Americans. | Ingen World Series eftersom NL-mästarna New York Giants inte ville möta AL-mästarna Boston Americans. | Ingen World Series eftersom NL-mästarna New York Giants inte ville möta AL-mästarna Boston Americans. |
| 1905 | New York Giants                                                                                       | Philadelphia Athletics                                                                                | 4–1                                                                                                   | – | I alla fem matcherna presterades en shutout av den vinnande pitchern, i tre av dem av Christy Mathewson. |
| 1906 | Chicago Cubs                                                                                          | Chicago White Sox                                                                                     | 2–4                                                                                                   | – | Första World Series-derbyt. En av de mest överraskande segrarna någonsin. |
| 1907 | Chicago Cubs                                                                                          | Detroit Tigers                                                                                        | 4–0–1                                                                                                 | – | Första matchen slutade oavgjord. |
| 1908 | Chicago Cubs                                                                                          | Detroit Tigers                                                                                        | 4–1                                                                                                   | – | Cubs blev första klubb att vinna World Series två gånger och första klubb att vinna två år i rad, men deras nästa seger dröjde till 2016. Femte matchens publiksiffra, 6 210 personer, är den lägsta som förekommit. |
| 1909 | Pittsburg Pirates                                                                                     | Detroit Tigers                                                                                        | 4–3                                                                                                   | – | Tredje förlusten i rad för Tigers. Första gången som en helt avgörande match spelades. |
| 1910 | Chicago Cubs                                                                                          | Philadelphia Athletics                                                                                | 1–4                                                                                                   | – | Athletics använde bara två pitchers. |
| 1911 | New York Giants                                                                                       | Philadelphia Athletics                                                                                | 2–4                                                                                                   | – | Fjärde matchen sköts upp sex dagar på grund av ihållande regn. |
| 1912 | New York Giants                                                                                       | Boston Red Sox                                                                                        | 3–4–1                                                                                                 | – | Andra matchen slutade oavgjord. |
| 1913 | New York Giants                                                                                       | Philadelphia Athletics                                                                                | 1–4                                                                                                   | – | Athletics blev första klubb att vinna World Series tre gånger. |
| 1914 | Boston Braves                                                                                         | Philadelphia Athletics                                                                                | 4–0                                                                                                   | – | Första gången som ena klubben vann alla matcherna. |
| 1915 | Philadelphia Phillies                                                                                 | Boston Red Sox                                                                                        | 1–4                                                                                                   | – | Första gången som Babe Ruth deltog i World Series. USA:s president (Woodrow Wilson) närvarade för första gången. |
| 1916 | Brooklyn Robins                                                                                       | Boston Red Sox                                                                                        | 1–4                                                                                                   | – | Red Sox blev första klubb att vinna World Series fyra gånger. |
| 1917 | New York Giants                                                                                       | Chicago White Sox                                                                                     | 2–4                                                                                                   | – | White Sox nästa seger dröjde till 2005. Fjärde förlusten i rad för Giants. |
| 1918 | Chicago Cubs                                                                                          | Boston Red Sox                                                                                        | 2–4                                                                                                   | – | Red Sox blev första klubb att vinna World Series fem gånger, men deras nästa seger dröjde till 2004. Spelades i september på grund av första världskriget.                                                           |
| 1919 | Cincinnati Reds                                                                                       | Chicago White Sox                                                                                     | 5–3                                                                                                   | – | Black Sox-skandalen: några spelare i White Sox mutades att förlora. Avgjordes i bäst av nio matcher. |
| 1920 | Brooklyn Robins                                                                                       | Cleveland Indians                                                                                     | 2–5                                                                                                   | – | Avgjordes i bäst av nio matcher. Första grand slam homerun och triple play i World Series. |
| 1921 | New York Giants                                                                                       | New York Yankees                                                                                      | 5–3                                                                                                   | – | Avgjordes i bäst av nio matcher. Yankees deltog för första gången i World Series. Första gången som alla matcher spelades i samma arena (Polo Grounds).                                                              |
| 1922 | New York Giants                                                                                       | New York Yankees                                                                                      | 4–0–1                                                                                                 | – | Andra matchen slutade oavgjord och var den sista oavgjorda matchen i World Series. |
| 1923 | New York Giants                                                                                       | New York Yankees                                                                                      | 2–4                                                                                                   | – | Yankees första seger. Enda gången som samma klubbar mötts tre år i rad. |
| 1924 | New York Giants                                                                                       | Washington Senators                                                                                   | 3–4                                                                                                   | – | Giants blev första klubb att spela i fyra World Series i rad. |
| 1925 | Pittsburgh Pirates                                                                                    | Washington Senators                                                                                   | 4–3                                                                                                   | – | Pirates låg under med 1–3 i matcher. |
| 1926 | St. Louis Cardinals                                                                                   | New York Yankees                                                                                      | 4–3                                                                                                   | – | Cardinals första seger. Babe Ruth slog tre homeruns i en match (delat rekord). |
| 1927 | Pittsburgh Pirates                                                                                    | New York Yankees                                                                                      | 0–4                                                                                                   | – | Sista matchens avgörande poäng gjordes på en wild pitch. |
| 1928 | St. Louis Cardinals                                                                                   | New York Yankees                                                                                      | 0–4                                                                                                   | – | Babe Ruth slog återigen tre homeruns i en match. |
| 1929 | Chicago Cubs                                                                                          | Philadelphia Athletics                                                                                | 1–4                                                                                                   | – | Athletics låg under med 0–8 i den fjärde matchen, men gjorde tio poäng i sjunde inningen (delat rekord) och vann. |
| 1930 | St. Louis Cardinals                                                                                   | Philadelphia Athletics                                                                                | 2–4                                                                                                   | – | Athletics sista seger innan flytten från Philadelphia 1955. |
| 1931 | St. Louis Cardinals                                                                                   | Philadelphia Athletics                                                                                | 4–3                                                                                                   | – | Sista World Series för Athletics tränare Connie Mack. |
| 1932 | Chicago Cubs                                                                                          | New York Yankees                                                                                      | 0–4                                                                                                   | – | Babe Ruths legendariska "Called Shot" inträffade i tredje matchen. Babe Ruths tionde och sista World Series. |
| 1933 | New York Giants                                                                                       | Washington Senators                                                                                   | 4–1                                                                                                   | – | Nästa World Series att spelas i Washington dröjde till 2019. |
| 1934 | St. Louis Cardinals                                                                                   | Detroit Tigers                                                                                        | 4–3                                                                                                   | – | Två bröder pitchade två av Cardinals vinster var. |
| 1935 | Chicago Cubs                                                                                          | Detroit Tigers                                                                                        | 2–4                                                                                                   | – | Tigers första seger efter fyra förluster. |
| 1936 | New York Giants                                                                                       | New York Yankees                                                                                      | 2–4                                                                                                   | – | Yankees första World Series utan Babe Ruth, dock den första med Joe DiMaggio. |
| 1937 | New York Giants                                                                                       | New York Yankees                                                                                      | 1–4                                                                                                   | – | Yankees blev första klubb att vinna World Series sex gånger. |
| 1938 | Chicago Cubs                                                                                          | New York Yankees                                                                                      | 0–4                                                                                                   | – | Yankees blev första klubb att vinna World Series sju gånger och första klubb att vinna tre år i rad. Lou Gehrigs sista World Series.                                                                                 |
| 1939 | Cincinnati Reds                                                                                       | New York Yankees                                                                                      | 0–4                                                                                                   | – | Yankees blev första klubb att vinna World Series åtta gånger och första klubb att vinna fyra år i rad. |
| 1940 | Cincinnati Reds                                                                                       | Detroit Tigers                                                                                        | 4–3                                                                                                   | – | Reds tränare Bill McKechnie blev först att vinna med två olika klubbar. |
| 1941 | Brooklyn Dodgers                                                                                      | New York Yankees                                                                                      | 1–4                                                                                                   | – | Yankees blev första klubb att vinna World Series nio gånger. Första mötet mellan Dodgers och Yankees. |
| 1942 | St. Louis Cardinals                                                                                   | New York Yankees                                                                                      | 4–1                                                                                                   | – | Yankees första förlust i World Series sedan 1926 efter åtta segrar i rad. |
| 1943 | St. Louis Cardinals                                                                                   | New York Yankees                                                                                      | 1–4                                                                                                   | – | Yankees blev första klubb att vinna World Series tio gånger. Flera spelare, bland andra Joe DiMaggio, saknades på grund av militärtjänstgöring.                                                                      |
| 1944 | St. Louis Cardinals                                                                                   | St. Louis Browns                                                                                      | 4–2                                                                                                   | – | Browns enda World Series under sina 52 år i St. Louis. Återigen saknades spelare på grund av militärtjänstgöring. |
| 1945 | Chicago Cubs                                                                                          | Detroit Tigers                                                                                        | 3–4                                                                                                   | – | Cubs sjunde World Series–förlust i rad och klubbens nästa World Series dröjde till 2016. Återigen saknades spelare på grund av militärtjänstgöring.                                                                  |
| 1946 | St. Louis Cardinals                                                                                   | Boston Red Sox                                                                                        | 4–3                                                                                                   | – | Enos Slaughters legendariska "Mad Dash" avgjorde den sjunde och avgörande matchen. |
| 1947 | Brooklyn Dodgers                                                                                      | New York Yankees                                                                                      | 3–4                                                                                                   | – | Första tv–sända World Series och första med en svart spelare (Jackie Robinson). |
| 1948 | Boston Braves                                                                                         | Cleveland Indians                                                                                     | 2–4                                                                                                   | – | Indians (numera Guardians) senaste seger. Första World Series med en svart pitcher (Satchel Paige). |
| 1949 | Brooklyn Dodgers                                                                                      | New York Yankees                                                                                      | 1–4                                                                                                   | – | Yankees tränare Casey Stengels första av sju segrar. Första World Series–matchen att spelas i belysning. |
| 1950 | Philadelphia Phillies                                                                                 | New York Yankees                                                                                      | 0–4                                                                                                   | – | Phillies första World Series sedan 1915. Whitey Fords första World Series. |
| 1951 | New York Giants                                                                                       | New York Yankees                                                                                      | 2–4                                                                                                   | – | Mickey Mantles första World Series och Joe DiMaggios sista. |
| 1952 | Brooklyn Dodgers                                                                                      | New York Yankees                                                                                      | 3–4                                                                                                   | – | Mickey Mantle slog den första av 18 World Series–homeruns (rekord). |
| 1953 | Brooklyn Dodgers                                                                                      | New York Yankees                                                                                      | 2–4                                                                                                   | – | Yankees blev första (och enda) klubb att vinna World Series fem år i rad. Dodgers sjunde World Series–förlust i rad.                                                                                                 |
| 1954 | New York Giants                                                                                       | Cleveland Indians                                                                                     | 4–0                                                                                                   | – | I första matchen fångade Willie Mays en berömd lyra ("The Catch"). Giants nästa seger dröjde till 2010. |
| 1955 | Brooklyn Dodgers                                                                                      | New York Yankees                                                                                      | 4–3                                                                                                   | Johnny Podres                                                                                         | Dodgers första seger (på åtta försök) och den enda innan flytten till Los Angeles 1958. |
| 1956 | Brooklyn Dodgers                                                                                      | New York Yankees                                                                                      | 3–4                                                                                                   | Don Larsen                                                                                            | Don Larsen pitchade World Series–historiens enda perfect game (och första no-hitter) i femte matchen. |
| 1957 | Milwaukee Braves                                                                                      | New York Yankees                                                                                      | 4–3                                                                                                   | Lew Burdette                                                                                          | Första gången sedan 1948 som vinnande klubb inte kom från New York. Första gången som en klubb som flyttat vann. |
| 1958 | Milwaukee Braves                                                                                      | New York Yankees                                                                                      | 3–4                                                                                                   | Bob Turley                                                                                            | Yankees låg under med 1–3 i matcher. |
| 1959 | Los Angeles Dodgers                                                                                   | Chicago White Sox                                                                                     | 4–2                                                                                                   | Larry Sherry                                                                                          | White Sox första World Series sedan skandalen 1919. Första World Series på USA:s västkust. Femte matchen hade 92 706 åskådare (rekord).                                                                              |
| 1960 | Pittsburgh Pirates                                                                                    | New York Yankees                                                                                      | 4–3                                                                                                   | Bobby Richardson                                                                                      | Bill Mazeroski blev första spelare att avsluta en World Series med en homerun. Enda gången som MVP:n kom från den förlorande klubben.                                                                                |
| 1961 | Cincinnati Reds                                                                                       | New York Yankees                                                                                      | 1–4                                                                                                   | Whitey Ford                                                                                           | Reds första World Series sedan 1940. |
| 1962 | San Francisco Giants                                                                                  | New York Yankees                                                                                      | 3–4                                                                                                   | Ralph Terry                                                                                           | Giants första World Series sedan flytten till San Francisco 1958. Klubbarna vann genomgående varannan match. |
| 1963 | Los Angeles Dodgers                                                                                   | New York Yankees                                                                                      | 4–0                                                                                                   | Sandy Koufax                                                                                          | Första gången som Yankees förlorade alla matcherna. Yogi Berras 14:e och sista World Series som spelare. |
| 1964 | St. Louis Cardinals                                                                                   | New York Yankees                                                                                      | 4–3                                                                                                   | Bob Gibson                                                                                            | Mickey Mantles och Whitey Fords sista World Series. Yankees nästa World Series dröjde till 1976. |
| 1965 | Los Angeles Dodgers                                                                                   | Minnesota Twins                                                                                       | 4–3                                                                                                   | Sandy Koufax                                                                                          | Twins första World Series sedan flytten till Minnesota 1961. Sandy Koufax deltog inte i första matchen på grund av högtiden jom kippur.                                                                              |
| 1966 | Los Angeles Dodgers                                                                                   | Baltimore Orioles                                                                                     | 0–4                                                                                                   | Frank Robinson                                                                                        | Orioles första seger och första World Series sedan flytten till Baltimore 1954. Dodgers åstadkom sammanlagt bara två poäng.                                                                                          |
| 1967 | St. Louis Cardinals                                                                                   | Boston Red Sox                                                                                        | 4–3                                                                                                   | Bob Gibson                                                                                            | Första World Series sedan 1948 utan Yankees, Giants eller Dodgers. Första gången som pokalen "Commissioner's Trophy" delades ut.                                                                                     |
| 1968 | St. Louis Cardinals                                                                                   | Detroit Tigers                                                                                        | 3–4                                                                                                   | Mickey Lolich                                                                                         | Tigers låg under med 1–3 i matcher. Bob Gibson gjorde 17 strikeouts i första matchen (rekord). |
| 1969 | New York Mets                                                                                         | Baltimore Orioles                                                                                     | 4–1                                                                                                   | Donn Clendenon                                                                                        | Mets blev första nya klubb (expansion team) i World Series. Första gången som semifinaler (League Championship Series) spelades.                                                                                     |
| 1970 | Cincinnati Reds                                                                                       | Baltimore Orioles                                                                                     | 1–4                                                                                                   | Brooks Robinson                                                                                       | Första World Series som spelades på konstgräs. |
| 1971 | Pittsburgh Pirates                                                                                    | Baltimore Orioles                                                                                     | 4–3                                                                                                   | Roberto Clemente                                                                                      | Första World Series med match på kvällstid. |
| 1972 | Cincinnati Reds                                                                                       | Oakland Athletics                                                                                     | 3–4                                                                                                   | Gene Tenace                                                                                           | Athletics första World Series sedan 1931. Första World Series för Reds "Big Red Machine". |
| 1973 | New York Mets                                                                                         | Oakland Athletics                                                                                     | 3–4                                                                                                   | Reggie Jackson                                                                                        | Mets hade bara vunnit 50,9 % av matcherna i grundserien (bottenrekord). |
| 1974 | Los Angeles Dodgers                                                                                   | Oakland Athletics                                                                                     | 1–4                                                                                                   | Rollie Fingers                                                                                        | Första World Series där båda klubbarna kom från västkusten. Athletics blev andra klubb att vinna tre år i rad. |
| 1975 | Cincinnati Reds                                                                                       | Boston Red Sox                                                                                        | 4–3                                                                                                   | Pete Rose                                                                                             | Reds första seger sedan 1940. Sjätte matchen anses som en av World Series bästa där Carlton Fisks legendariska homerun avgjorde.                                                                                     |
| 1976 | Cincinnati Reds                                                                                       | New York Yankees                                                                                      | 4–0                                                                                                   | Johnny Bench                                                                                          | Yankees första World Series sedan 1964. Första gången som designated hitter-regeln användes. |
| 1977 | Los Angeles Dodgers                                                                                   | New York Yankees                                                                                      | 2–4                                                                                                   | Reggie Jackson                                                                                        | Yankees första seger sedan 1962. Reggie Jackson ("Mr. October") slog tre homeruns i en match (delat rekord). |
| 1978 | Los Angeles Dodgers                                                                                   | New York Yankees                                                                                      | 2–4                                                                                                   | Bucky Dent                                                                                            | Yankees låg under med 0–2 i matcher. Yankees nästa seger dröjde till 1996. |
| 1979 | Pittsburgh Pirates                                                                                    | Baltimore Orioles                                                                                     | 4–3                                                                                                   | Willie Stargell                                                                                       | Pirates låg under med 1–3 i matcher. Pirates använde Sister Sledges "We Are Family" som sin sång. |
| 1980 | Philadelphia Phillies                                                                                 | Kansas City Royals                                                                                    | 4–2                                                                                                   | Mike Schmidt                                                                                          | Phillies blev sista klubb att vinna World Series av de 16 klubbar som fanns 1903. Senaste gången som ingendera av de deltagande klubbarna vunnit World Series förut.                                                 |
| 1981 | Los Angeles Dodgers                                                                                   | New York Yankees                                                                                      | 4–2                                                                                                   | Ron Cey Pedro Guerrero Steve Yeager                                                                   | Dodgers låg under med 0–2 i matcher. Första gången som kvartsfinaler (League Division Series) spelades (på grund av en strejk under grundserien).                                                                    |
| 1982 | St. Louis Cardinals                                                                                   | Milwaukee Brewers                                                                                     | 4–3                                                                                                   | Darrell Porter                                                                                        | Cardinals blev andra klubb att vinna World Series nio gånger. Brewers enda World Series. |
| 1983 | Philadelphia Phillies                                                                                 | Baltimore Orioles                                                                                     | 1–4                                                                                                   | Rick Dempsey                                                                                          | Kallades "The I-95 Series" efter Interstate 95. |
| 1984 | San Diego Padres                                                                                      | Detroit Tigers                                                                                        | 1–4                                                                                                   | Alan Trammell                                                                                         | Padres första World Series. Tigers tränare Sparky Anderson blev först att vinna med klubbar från båda ligorna. |
| 1985 | St. Louis Cardinals                                                                                   | Kansas City Royals                                                                                    | 3–4                                                                                                   | Bret Saberhagen                                                                                       | Royals låg under med 1–3 i matcher. Royals första seger. Kallades "The I–70 Series" efter Interstate 70. |
| 1986 | New York Mets                                                                                         | Boston Red Sox                                                                                        | 4–3                                                                                                   | Ray Knight                                                                                            | Sjätte matchen avgjordes efter en omtalad miss (error) av Bill Buckner. |
| 1987 | St. Louis Cardinals                                                                                   | Minnesota Twins                                                                                       | 3–4                                                                                                   | Frank Viola                                                                                           | Twins första seger sedan 1924. De senaste tio åren hade tio olika klubbar vunnit. Första World Series som spelades inomhus. Hemmalaget vann alla sju matcherna.                                                      |
| 1988 | Los Angeles Dodgers                                                                                   | Oakland Athletics                                                                                     | 4–1                                                                                                   | Orel Hershiser                                                                                        | Första matchen avgjordes av en legendarisk homerun av en skadad Kirk Gibson. |
| 1989 | San Francisco Giants                                                                                  | Oakland Athletics                                                                                     | 0–4                                                                                                   | Dave Stewart                                                                                          | Just innan tredje matchen drabbades San Francisco av Loma Prieta-skalvet och matchen sköts upp i tio dagar. |
| 1990 | Cincinnati Reds                                                                                       | Oakland Athletics                                                                                     | 4–0                                                                                                   | José Rijo                                                                                             | Billy Hatcher satte rekord med sju hits i rad och ett slaggenomsnitt på 0,750. |
| 1991 | Atlanta Braves                                                                                        | Minnesota Twins                                                                                       | 3–4                                                                                                   | Jack Morris                                                                                           | Båda klubbarna kom sist i sin division året innan. Fyra matcher avgjordes i nionde inningen eller senare. Hemmalaget vann alla sju matcherna.                                                                        |
| 1992 | Atlanta Braves                                                                                        | Toronto Blue Jays                                                                                     | 2–4                                                                                                   | Pat Borders                                                                                           | Blue Jays blev första icke-amerikanska klubb i World Series. Cito Gaston blev första svarta tränare att vinna. |
| 1993 | Philadelphia Phillies                                                                                 | Toronto Blue Jays                                                                                     | 2–4                                                                                                   | Paul Molitor                                                                                          | I fjärde matchen gjordes 29 poäng (rekord). Joe Carter blev andra spelare att avsluta en World Series med en homerun.                                                                                                |
| 1994 | Ingen World Series eftersom spelarna i MLB hade gått ut i strejk.                                     | Ingen World Series eftersom spelarna i MLB hade gått ut i strejk.                                     | Ingen World Series eftersom spelarna i MLB hade gått ut i strejk.                                     | Ingen World Series eftersom spelarna i MLB hade gått ut i strejk.                                     | Ingen World Series eftersom spelarna i MLB hade gått ut i strejk. |
| 1995 | Atlanta Braves                                                                                        | Cleveland Indians                                                                                     | 4–2                                                                                                   | Tom Glavine                                                                                           | Braves första seger sedan 1957 och första sedan flytten till Atlanta 1966. Indians första World Series sedan 1954. Braves blev första klubb att vinna i tre olika städer.                                            |
| 1996 | Atlanta Braves                                                                                        | New York Yankees                                                                                      | 2–4                                                                                                   | John Wetteland                                                                                        | Yankees låg under med 0–2 i matcher. Andruw Jones blev yngsta spelare (19 år) att slå en homerun i World Series. |
| 1997 | Florida Marlins                                                                                       | Cleveland Indians                                                                                     | 4–3                                                                                                   | Liván Hernández                                                                                       | Marlins blev första wild card-klubb att vinna World series. Sista matchen avgjordes i elfte inningen. |
| 1998 | San Diego Padres                                                                                      | New York Yankees                                                                                      | 0–4                                                                                                   | Scott Brosius                                                                                         | Yankees vann 125 matcher under säsongen inklusive slutspelet (rekord). |
| 1999 | Atlanta Braves                                                                                        | New York Yankees                                                                                      | 0–4                                                                                                   | Mariano Rivera                                                                                        | Första gången sedan 1938–1939 som samma klubb vann alla matcher två år i rad. |
| 2000 | New York Mets                                                                                         | New York Yankees                                                                                      | 1–4                                                                                                   | Derek Jeter                                                                                           | Första New York-derbyt sedan 1956. |
| 2001 | Arizona Diamondbacks                                                                                  | New York Yankees                                                                                      | 4–3                                                                                                   | Randy Johnson Curt Schilling                                                                          | Diamondbacks blev yngsta nya klubb (expansion team) (fjärde säsongen) att vinna World Series. Första World Series med matcher i november (på grund av att grundserien försenades efter 11 september-attackerna).     |
| 2002 | San Francisco Giants                                                                                  | Anaheim Angels                                                                                        | 3–4                                                                                                   | Troy Glaus                                                                                            | Angels enda seger. Första gången som två wild card-klubbar möttes. |
| 2003 | Florida Marlins                                                                                       | New York Yankees                                                                                      | 4–2                                                                                                   | Josh Beckett                                                                                          | Första gången som all star-matchen avgjorde vilken klubb som fick flest hemmamatcher. Jack McKeon blev äldsta tränare (73 år) att leda det vinnande laget.                                                           |
| 2004 | St. Louis Cardinals                                                                                   | Boston Red Sox                                                                                        | 0–4                                                                                                   | Manny Ramírez                                                                                         | Det 100:e World Series. Red Sox första seger sedan 1918. |
| 2005 | Houston Astros                                                                                        | Chicago White Sox                                                                                     | 0–4                                                                                                   | Jermaine Dye                                                                                          | White Sox första seger sedan 1917. Astros första World Series. |
| 2006 | St. Louis Cardinals                                                                                   | Detroit Tigers                                                                                        | 4–1                                                                                                   | David Eckstein                                                                                        | Cardinals första seger sedan 1982. Cardinals blev andra klubb att vinna World Series tio gånger. Tigers första World Series sedan 1984.                                                                              |
| 2007 | Colorado Rockies                                                                                      | Boston Red Sox                                                                                        | 0–4                                                                                                   | Mike Lowell                                                                                           | Rockies enda World Series. |
| 2008 | Philadelphia Phillies                                                                                 | Tampa Bay Rays                                                                                        | 4–1                                                                                                   | Cole Hamels                                                                                           | Rays första World Series. Femte matchen blev den första att avbrytas för att spelas klar en annan dag. |
| 2009 | Philadelphia Phillies                                                                                 | New York Yankees                                                                                      | 2–4                                                                                                   | Hideki Matsui                                                                                         | Första gången som en japansk spelare utsågs till MVP. Ryan Howard hade 13 strikeouts (bottenrekord). |
| 2010 | San Francisco Giants                                                                                  | Texas Rangers                                                                                         | 4–1                                                                                                   | Edgar Rentería                                                                                        | Giants första seger sedan 1954 och första sedan flytten till San Francisco 1958. Rangers första World Series. |
| 2011 | St. Louis Cardinals                                                                                   | Texas Rangers                                                                                         | 4–3                                                                                                   | David Freese                                                                                          | Cardinals tog sig med nöd och näppe till slutspel tack vare 23 segrar på de sista 32 matcherna. Albert Pujols slog tre homeruns i en match (delat rekord) och hade 14 total bases i matchen (rekord).                |
| 2012 | San Francisco Giants                                                                                  | Detroit Tigers                                                                                        | 4–0                                                                                                   | Pablo Sandoval                                                                                        | Pablo Sandoval slog tre homeruns i en match (delat rekord). |
| 2013 | St. Louis Cardinals                                                                                   | Boston Red Sox                                                                                        | 2–4                                                                                                   | David Ortiz                                                                                           | Tredje matchen avgjordes av en obstruction och fjärde matchen av en pick-off. |
| 2014 | San Francisco Giants                                                                                  | Kansas City Royals                                                                                    | 4–3                                                                                                   | Madison Bumgarner                                                                                     | Giants tredje seger på fem år. Royals första World Series sedan 1985. |
| 2015 | New York Mets                                                                                         | Kansas City Royals                                                                                    | 1–4                                                                                                   | Salvador Pérez                                                                                        | Första gången som två nya klubbar (expansion teams) möttes. Första inside-the-park homerun i World Series sedan 1929.                                                                                                |
| 2016 | Chicago Cubs                                                                                          | Cleveland Indians                                                                                     | 4–3                                                                                                   | Ben Zobrist                                                                                           | Cubs första World Series sedan 1945 och första seger sedan 1908. Sista matchen avgjordes i tionde inningen. |
| 2017 | Los Angeles Dodgers                                                                                   | Houston Astros                                                                                        | 3–4                                                                                                   | George Springer                                                                                       | Astros första seger, men det avslöjades senare att de fuskat. Dodgers första World Series sedan 1988. Klubbarna slog totalt 25 homeruns (rekord).                                                                    |
| 2018 | Los Angeles Dodgers                                                                                   | Boston Red Sox                                                                                        | 1–4                                                                                                   | Steve Pearce                                                                                          | Tredje matchen varade i 7 timmar och 20 minuter och i matchen användes 46 spelare, varav 18 pitchers (allt rekord).                                                                                                  |
| 2019 | Washington Nationals                                                                                  | Houston Astros                                                                                        | 4–3                                                                                                   | Stephen Strasburg                                                                                     | Nationals enda World Series och enda seger. Första World Series att spelas i Washington sedan 1933. Bortalaget vann alla sju matcherna.                                                                              |
| 2020 | Los Angeles Dodgers                                                                                   | Tampa Bay Rays                                                                                        | 4–2                                                                                                   | Corey Seager                                                                                          | Dodgers första seger sedan 1988. Första World Series att spelas på neutral plan (på grund av covid-19-pandemin). |
| 2021 | Atlanta Braves                                                                                        | Houston Astros                                                                                        | 4–2                                                                                                   | Jorge Soler                                                                                           | Braves första seger sedan 1995 och andra sedan flytten till Atlanta 1966. Braves hade före segern spelat i 16 slutspel i rad utan att vinna World Series (rekord).                                                   |
| 2022 | Philadelphia Phillies                                                                                 | Houston Astros                                                                                        | 2–4                                                                                                   | Jeremy Peña                                                                                           | Astros fjärde World Series på sex år. Fyra Astros-pitchers pitchade den andra no-hittern i World Series i fjärde matchen.                                                                                            |
| 2023 | Arizona Diamondbacks                                                                                  | Texas Rangers                                                                                         | 1–4                                                                                                   | Corey Seager                                                                                          | Rangers första seger. Rangers vann alla elva bortamatcher under slutspelet. |
| 2024 | Los Angeles Dodgers                                                                                   | New York Yankees                                                                                      | 4–1                                                                                                   | Freddie Freeman                                                                                       | Yankees första World Series sedan 2009. Tolfte World Series mellan Dodgers och Yankees men det första sedan 1981. |

## Vinster per klubb
I tabellen nedan anges hur många gånger klubbarna i MLB vunnit World Series till och med 2024. Endast klubbarnas nuvarande namn anges. Av de övriga fem klubbarna har Colorado Rockies, Milwaukee Brewers, San Diego Padres och Tampa Bay Rays spelat i World Series men förlorat. Seattle Mariners har aldrig spelat i World Series.
| Nr | Klubb                 | Liga | Antal | År |
| -- | --------------------- | ---- | ----- | --- |
| 1  | New York Yankees      | AL   | 27    | 1923, 1927, 1928, 1932, 1936, 1937, 1938, 1939, 1941, 1943, 1947, 1949, 1950, 1951, 1952, 1953, 1956, 1958, 1961, 1962, 1977, 1978, 1996, 1998, 1999, 2000, 2009 |
| 2  | St. Louis Cardinals   | NL   | 11    | 1926, 1931, 1934, 1942, 1944, 1946, 1964, 1967, 1982, 2006, 2011                                                                                                 |
| 3  | Boston Red Sox        | AL   | 9     | 1903, 1912, 1915, 1916, 1918, 2004, 2007, 2013, 2018 |
| 3  | Oakland Athletics     | AL   | 9     | 1910, 1911, 1913, 1929, 1930, 1972, 1973, 1974, 1989 |
| 5  | Los Angeles Dodgers   | NL   | 8     | 1955, 1959, 1963, 1965, 1981, 1988, 2020, 2024 |
| 5  | San Francisco Giants  | NL   | 8     | 1905, 1921, 1922, 1933, 1954, 2010, 2012, 2014 |
| 7  | Cincinnati Reds       | NL   | 5     | 1919, 1940, 1975, 1976, 1990 |
| 7  | Pittsburgh Pirates    | NL   | 5     | 1909, 1925, 1960, 1971, 1979 |
| 9  | Atlanta Braves        | NL   | 4     | 1914, 1957, 1995, 2021 |
| 9  | Detroit Tigers        | AL   | 4     | 1935, 1945, 1968, 1984 |
| 11 | Baltimore Orioles     | AL   | 3     | 1966, 1970, 1983 |
| 11 | Chicago Cubs          | NL   | 3     | 1907, 1908, 2016 |
| 11 | Chicago White Sox     | AL   | 3     | 1906, 1917, 2005 |
| 11 | Minnesota Twins       | AL   | 3     | 1924, 1987, 1991 |
| 15 | Cleveland Guardians   | AL   | 2     | 1920, 1948 |
| 15 | Houston Astros        | AL   | 2     | 2017, 2022 |
| 15 | Kansas City Royals    | AL   | 2     | 1985, 2015 |
| 15 | Miami Marlins         | NL   | 2     | 1997, 2003 |
| 15 | New York Mets         | NL   | 2     | 1969, 1986 |
| 15 | Philadelphia Phillies | NL   | 2     | 1980, 2008 |
| 15 | Toronto Blue Jays     | AL   | 2     | 1992, 1993 |
| 22 | Arizona Diamondbacks  | NL   | 1     | 2001 |
| 22 | Los Angeles Angels    | AL   | 1     | 2002 |
| 22 | Texas Rangers         | AL   | 1     | 2023 |
| 22 | Washington Nationals  | NL   | 1     | 2019 |

## Rekord

### Slagmän

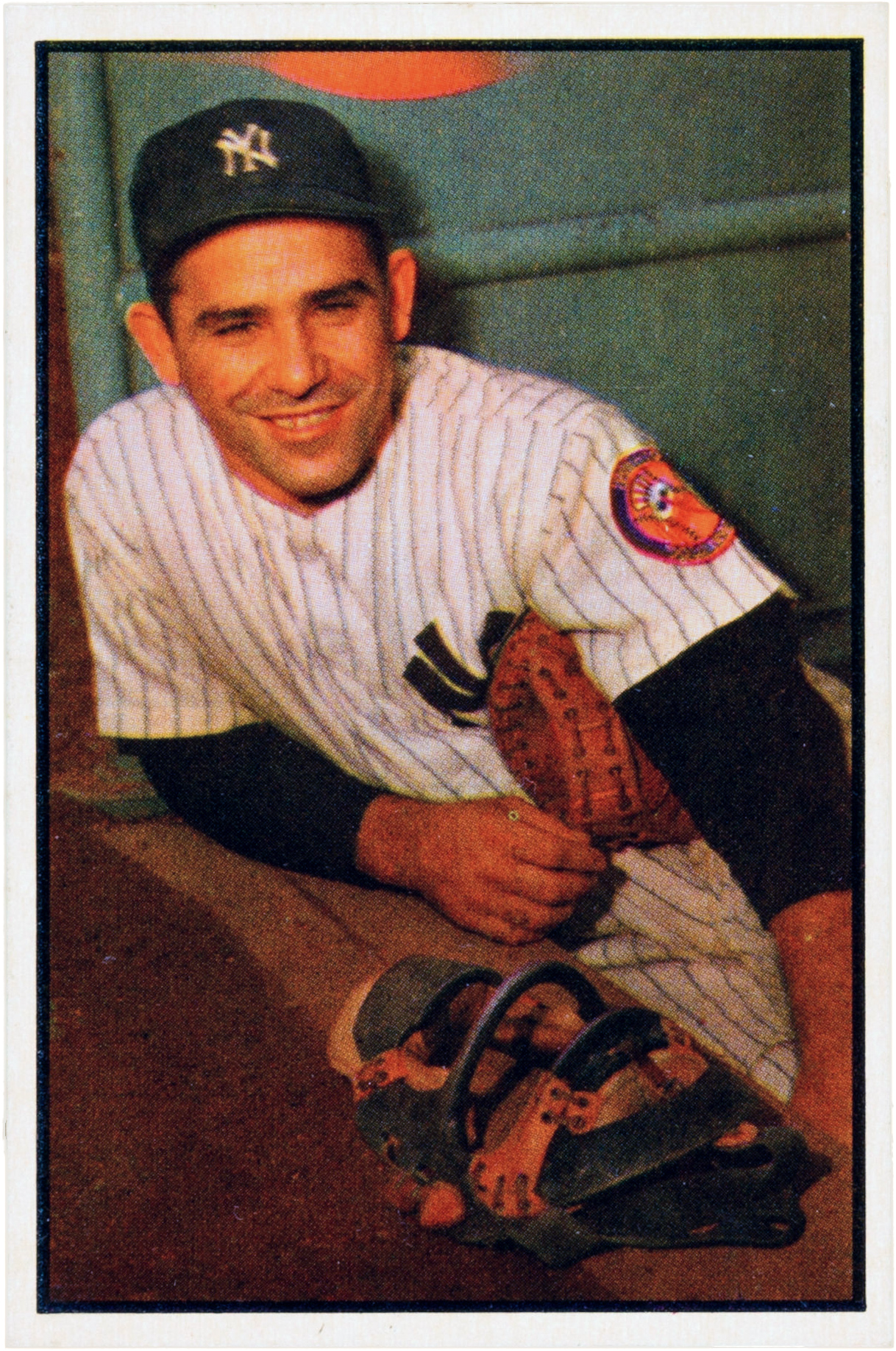
Yogi Berra har spelat flest matcher i World Series historia.

Källor:
| Kategori              | Rekord | Slagman        |
| --------------------- | ------ | -------------- |
| Slaggenomsnitt        | 0,500  | Phil Garner    |
| On-base %             | 0,700  | Barry Bonds    |
| Slugging %            | 1,294  | Barry Bonds    |
| On-base plus slugging | 1,994  | Barry Bonds    |
| Matcher               | 75     | Yogi Berra     |
| Plate appearances     | 295    | Yogi Berra     |
| At bats               | 259    | Yogi Berra     |
| Poäng                 | 42     | Mickey Mantle  |
| Hits                  | 71     | Yogi Berra     |
| Total bases           | 123    | Mickey Mantle  |
| Singles               | 49     | Yogi Berra     |
| Doubles               | 10     | Yogi Berra     |
| Doubles               | 10     | Frankie Frisch |
| Triples               | 4      | Billy Johnson  |
| Triples               | 4      | Tommy Leach    |
| Triples               | 4      | Tris Speaker   |
| Homeruns              | 18     | Mickey Mantle  |
| Runs batted in        | 40     | Mickey Mantle  |
| Walks                 | 43     | Mickey Mantle  |
| Strikeouts            | 54     | Mickey Mantle  |
| Stulna baser          | 14     | Lou Brock      |
| Stulna baser          | 14     | Eddie Collins  |

1. 1 2 3 4  Minimum: 36 plate appearances eller 14 walks + hits

### Pitchers

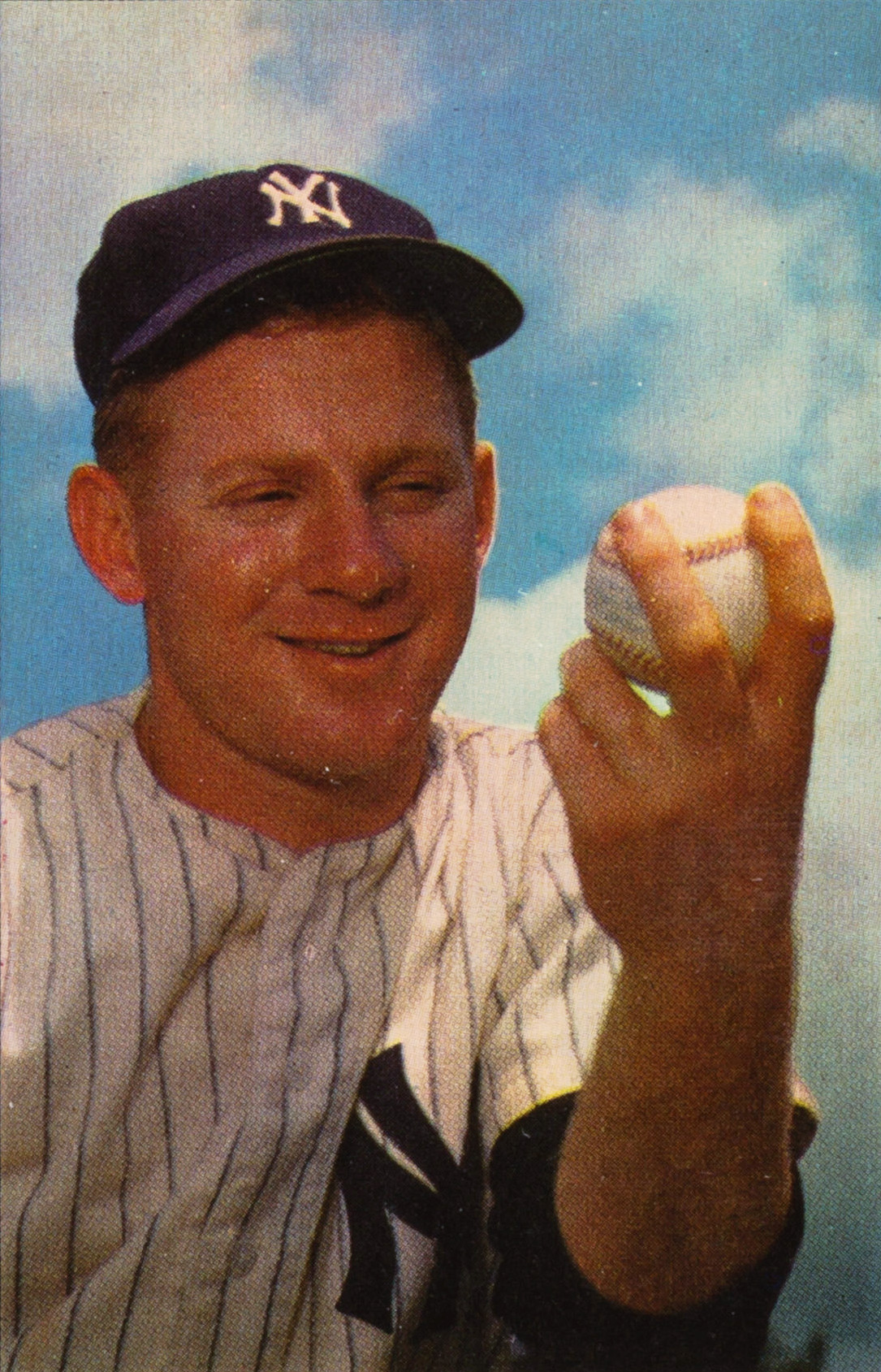
Whitey Ford har startat flest matcher i World Series historia.

Källor:
| Kategori                         | Rekord | Pitcher           |
| -------------------------------- | ------ | ----------------- |
| Earned run average               | 0,25   | Madison Bumgarner |
| Vinster                          | 10     | Whitey Ford       |
| Förluster                        | 8      | Whitey Ford       |
| Vinstprocent                     | 1,000  | Madison Bumgarner |
| Vinstprocent                     | 1,000  | Jack Coombs       |
| Vinstprocent                     | 1,000  | Lefty Gomez       |
| Vinstprocent                     | 1,000  | Monte Pearson     |
| Vinstprocent                     | 1,000  | Herb Pennock      |
| Saves                            | 11     | Mariano Rivera    |
| Matcher                          | 24     | Mariano Rivera    |
| Starter                          | 22     | Whitey Ford       |
| Innings pitched                  | 146,0  | Whitey Ford       |
| Complete games                   | 10     | Christy Mathewson |
| Shutouts                         | 4      | Christy Mathewson |
| Strikeouts                       | 94     | Whitey Ford       |
| Walks                            | 34     | Whitey Ford       |
| Walks + hits per inning pitched  | 0,53   | Madison Bumgarner |
| Strikeouts per 9 innings pitched | 11,30  | Orlando Hernández |
| Hits per 9 innings pitched       | 3,50   | Madison Bumgarner |
| Walks per 9 innings pitched      | 0,39   | Schoolboy Rowe    |
| Hit batsmen                      | 4      | Bill Donovan      |
| Hit batsmen                      | 4      | Eddie Plank       |
| Wild pitches                     | 5      | Hal Schumacher    |
| Homeruns                         | 9      | Catfish Hunter    |

1. 1 2 3 4 5 6  Minimum: 20 innings pitched eller fyra avgöranden